# Rally van Nieuw-Zeeland 2012
De Rally van Nieuw-Zeeland 2012, formeel 42nd Brother Rally New Zealand, was de 42e editie van de Rally van Nieuw-Zeeland en de zevende ronde van het wereldkampioenschap rally in 2012. Het was de 500e rally in het wereldkampioenschap rally die georganiseerd wordt door de Fédération Internationale de l'Automobile (FIA). De start en finish was in Auckland.

## Programma
| Etappe | Datum            | Klassementsproeven | Competitieve afstand |
| ------ | ---------------- | ------------------ | -------------------- |
| 1      | Vrijdag 22 juni  | 8                  | 209,60 kilometer     |
| 2      | Zaterdag 23 juni | 7                  | 143,01 kilometer     |
| 3      | Zondag 24 juni   | 7                  | 61,33 kilometer      |
|        |                  |                    |                      |
| Totaal | Totaal           | 22                 | 413,94 kilometer     |

## Resultaten
| Algemene top tien | Algemene top tien | Algemene top tien  | Algemene top tien             | Algemene top tien | Algemene top tien | Algemene top tien | Algemene top tien |
| Pos.              | #                 | Rijder             | Auto                          | Gr/kl             | Tijd              | Eerste            | Punten            |
| Pos.              | #                 | Navigator          | Inschrijving                  | C                 | Straftijd         | Vorige            | Punten            |
| ----------------- | ----------------- | ------------------ | ----------------------------- | ----------------- | ----------------- | ----------------- | ----------------- |
| 1.                | 1                 | Sébastien Loeb     | Citroën DS3 WRC               | WRC               | 4:04:51,2         | 0:00              | 25 + 1            |
| 1.                | 1                 | Daniel Elena       | Citroën Total WRT             | C                 |                   | =                 | 25 + 1            |
| 2.                | 2                 | Mikko Hirvonen     | Citroën DS3 WRC               | WRC               | 4:05:20,8         | + 29,6            | 18                |
| 2.                | 2                 | Jarmo Lehtinen     | Citroën Total WRT             | C                 |                   | + 29,6            | 18                |
| 3.                | 4                 | Petter Solberg     | Ford Fiesta RS WRC            | WRC               | 4:06:27,6         | + 1:36,4          | 15 + 2            |
| 3.                | 4                 | Chris Patterson    | Ford World Rally Team         | C                 |                   | + 1:06,8          | 15 + 2            |
| 4.                | 6                 | Jevgeni Novikov    | Ford Fiesta RS WRC            | WRC               | 4:07:04,8         | + 2:13,6          | 12                |
| 4.                | 6                 | Denis Giraudet     | M-Sport Ford World Rally Team | C                 |                   | + 37,2            | 12                |
| 5.                | 7                 | Thierry Neuville   | Citroën DS3 WRC               | WRC               | 4:07:33,6         | + 2:42,4          | 10                |
| 5.                | 7                 | Nicolas Gilsoul    | Qatar World Rally Team        | C                 |                   | + 28,8            | 10                |
| 6.                | 37                | Daniel Sordo       | Mini John Cooper Works WRC    | WRC               | 4:07:54,3         | + 3:03,1          | 8                 |
| 6.                | 37                | Carlos del Barrio  | Prodrive WRC Team             | WRC               |                   | + 20,7            | 8                 |
| 7.                | 3                 | Jari-Matti Latvala | Ford Fiesta RS WRC            | WRC               | 4:09:44,1         | + 4:52,9          | 6 + 3             |
| 7.                | 3                 | Miikka Anttila     | Ford World Rally Team         | C                 |                   | + 1:49,8          | 6 + 3             |
| 8.                | 12                | Armindo Araújo     | Mini John Cooper Works WRC    | WRC               | 4:14:27,6         | + 9:36,4          | 4                 |
| 8.                | 12                | Miguel Ramalho     | WRC Team Mini Portugal        | C                 |                   | + 4:43,5          | 4                 |
| 9.                | 43                | Ken Block          | Ford Fiesta RS WRC            | WRC               | 4:15:21,5         | + 10:30,3         | 2                 |
| 9.                | 43                | Alex Gelsomino     | Monster World Rally Team      | WRC               |                   | + 53,9            | 2                 |
| 10.               | 9                 | Manfred Stohl      | Ford Fiesta RS WRC            | WRC               | 4:16:17,5         | + 11:26,3         | 1                 |
| 10.               | 9                 | Ilka Minor         | Brazil World Rally Team       | C                 |                   | + 56,0            | 1                 |
| DNF top tien      |                   |                    |                               |                   |                   |                   |                   |
| Pos.              | #                 | Rijder             | Auto                          | Gr/kl             | KP                | Reden             | Reden             |
| Pos.              | #                 | Navigator          | Inschrijving                  | C                 | KP                | Reden             | Reden             |
| DNF               | 5                 | Ott Tänak          | Ford Fiesta RS WRC            | WRC               | 20                | Ongeluk           | Ongeluk           |
| DNF               | 5                 | Kuldar Sikk        | M-Sport Ford World Rally Team | C                 | 20                | Ongeluk           | Ongeluk           |
| DNF               | 34                | Alister McRae      | Proton Satria Neo S2000       | 2                 | 19                | Mechanisch        | Mechanisch        |
| DNF               | 34                | William Hayes      | Proton Motorsport             | 2                 | 19                | Mechanisch        | Mechanisch        |
| DNF               | 54                | Sloan Cox          | Mitsubishi Lancer Evo X       | 3                 | 18                | Ongeluk           | Ongeluk           |
| DNF               | 54                | Tarryn Cox         | Sloan Cox                     | 3                 | 18                | Ongeluk           | Ongeluk           |
| DNF               | 134               | Lorenzo Bertelli   | Subaru Impreza STi            | 3                 | 11                | Ongeluk           | Ongeluk           |
| DNF               | 134               | Lorenzo Granai     | Lorenzo Bertelli              | 3                 | 11                | Ongeluk           | Ongeluk           |
| DNF               | 141               | Aleksej Kikireshko | Mitsubishi Lancer Evo IX      | 3                 | 15                | Mechanisch        | Mechanisch        |
| DNF               | 141               | Pavlo Cherepin     | Mentos Ascania Racing         | 3                 | 15                | Mechanisch        | Mechanisch        |
| DNF               | 144               | Ramona Karlsson    | Mitsubishi Lancer Evo X       | 3                 | 15                | Brand             | Brand             |
| DNF               | 144               | Miriam Walfridsson | Ramona Karlsson               | 3                 | 15                | Brand             | Brand             |

| PWRC top drie | PWRC top drie        | PWRC top drie |
| Pos.          | Rijder               | Pnt.          |
| ------------- | -------------------- | ------------- |
| 1             | Marcos Ligato        | 25            |
| 2             | Subhan Aksa          | 18            |
| 3             | Ricardo Triviño      | 15            |
| SWRC top drie |                      |               |
| Pos.          | Rijder               | Pnt.          |
| 1             | Hayden Paddon        | 25            |
| 2             | Per-Gunnar Andersson | 18            |
| 3             | Maciej Oleksowicz    | 15            |

## Statistieken

#### Klassementsproeven
| Etappe | Datum   | KP | Starttijd | Naam                          | Lengte    | Snelste rijder     | Tijd    | Gem. snelheid | Rallyleider        |
| ------ | ------- | -- | --------- | ----------------------------- | --------- | ------------------ | ------- | ------------- | ------------------ |
| 1      | 22 juni | 1  | 8:28      | Te Hutewai 1                  | 11,18 ;km | Jari-Matti Latvala | 7:38,4  | 87,80 km/u    | Jari-Matti Latvala |
| 1      | 22 juni | 2  | 8:51      | Brother Whaanga Coast 1       | 29,67 km  | Mikko Hirvonen     | 28:33,0 | 85,32 km/u    | Mikko Hirvonen     |
| 1      | 22 juni | 3  | 10:24     | Te Akau South 1               | 31,82 km  | Sébastien Loeb     | 18:21,9 | 103,96 km/u   | Mikko Hirvonen     |
| 1      | 22 juni | 4  | 11:07     | Te Akau North 1               | 32,13 km  | Sébastien Loeb     | 17:04,3 | 112,92 km/u   | Mikko Hirvonen     |
| 1      | 22 juni | 5  | 13:33     | Te Hutewai 2                  | 11,18 km  | Sébastien Loeb     | 7:33,5  | 88,75 km/u    | Mikko Hirvonen     |
| 1      | 22 juni | 6  | 13:56     | Brother Whaanga Coast 2       | 29,67 km  | Mikko Hirvonen     | 20:41,3 | 86,04 km/u    | Mikko Hirvonen     |
| 1      | 22 juni | 7  | 15:29     | Te Akau South 2               | 31,82 km  | Sébastien Loeb     | 18:09,9 | 105,10 km/u   | Mikko Hirvonen     |
| 1      | 22 juni | 8  | 16:12     | Te Akau North 2               | 32,13 km  | Sébastien Loeb     | 16:54,1 | 114,05 km/u   | Sébastien Loeb     |
|        |         |    |           |                               |           |                    |         |               | Sébastien Loeb     |
| 2      | 23 juni | 9  | 9:13      | Batley                        | 17,61 km  | Petter Solberg     | 9:45,3  | 108,31 km/u   | Sébastien Loeb     |
| 2      | 23 juni | 10 | 10:01     | Brother Mititai 1             | 23,22 km  | Jari-Matti Latvala | 12:14,4 | 113,82 km/u   | Sébastien Loeb     |
| 2      | 23 juni | 11 | 10:34     | Girls High School 1           | 26,99 km  | Petter Solberg     | 15:34,6 | 103,96 km/u   | Sébastien Loeb     |
| 2      | 23 juni | 12 | 14:02     | Waipu Gorge                   | 23,22 km  | Sébastien Loeb     | 6:34,2  | 103,92 km/u   | Sébastien Loeb     |
| 2      | 23 juni | 13 | 14:25     | Brooks                        | 13,60 km  | Sébastien Loeb     | 8:00,7  | 101,85 km/u   | Sébastien Loeb     |
| 2      | 23 juni | 14 | 15:08     | Brother Mititai 2             | 23,22 km  | Jari-Matti Latvala | 12:13,6 | 113,94 km/u   | Sébastien Loeb     |
| 2      | 23 juni | 15 | 15:41     | Girls High School 2           | 26,99 km  | Mikko Hirvonen     | 15:36,2 | 103,79 km/u   | Sébastien Loeb     |
|        |         |    |           |                               |           |                    |         |               | Sébastien Loeb     |
| 3      | 24 juni | 16 | 8:08      | Burnside / Wech Access 1      | 7,30 km   | Thierry Neuville   | 4:13,6  | 103,62 km/u   | Sébastien Loeb     |
| 3      | 24 juni | 17 | 8:26      | Brother Puhoi 1               | 17,94 km  | Thierry Neuville   | 10:22,6 | 103,73 km/u   | Sébastien Loeb     |
| 3      | 24 juni | 18 | 9:44      | SSS Auckland Domain 1         | 2,05 km   | Daniel Sordo       | 1:44,0  | 70,96 km/u    | Sébastien Loeb     |
| 3      | 24 juni | 19 | 11:28     | SSS Auckland Domain 2         | 2,05 km   | Daniel Sordo       | 1:41,7  | 72,56 km/u    | Sébastien Loeb     |
| 3      | 24 juni | 20 | 12:36     | Brother Puhoi 2               | 17,94 km  | Thierry Neuville   | 10:22,2 | 103,80 km/u   | Sébastien Loeb     |
| 3      | 24 juni | 21 | 13:09     | Auckland Conventions Ahuroa   | 6,75 km   | Jari-Matti Latvala | 3:58,6  | 101,84 km/u   | Sébastien Loeb     |
| 3      | 24 juni | 22 | 13:40     | Burnside / Wech Access 2 (PS) | 7,30 km   | Jari-Matti Latvala | 4:14,3  | 103,44 km/u   | Sébastien Loeb     |

| KP overwinningen   | KP overwinningen |
| Rijder             | Aantal           |
| ------------------ | ---------------- |
| Sébastien Loeb     | 7                |
| Jari-Matti Latvala | 5                |
| Mikko Hirvonen     | 3                |
| Thierry Neuville   | 3                |
| Petter Solberg     | 2                |
| Daniel Sordo       | 2                |

#### Power Stage
- Extra punten werden verdeeld voor de drie beste tijden over de 7,30 kilometer lange Power Stage aan het einde van de rally.

| Pos. | Rijder             | Tijd   | Verschil | Gem. snelheid | Punten |
| ---- | ------------------ | ------ | -------- | ------------- | ------ |
| 1.   | Jari-Matti Latvala | 4:14,3 | =        | 103,34 km/u   | 3      |
| 2.   | Petter Solberg     | 4:15,8 | + 1,5    | 102,74 km/u   | 2      |
| 3.   | Sébastien Loeb     | 4:16,0 | + 1,7    | 102,66 km/u   | 1      |

## Kampioenschap standen

#### Rijders
|   | Pos. | Rijder          | Pnt. |
| - | ---- | --------------- | ---- |
| = | 1    | Sébastien Loeb  | 145  |
| = | 2    | Mikko Hirvonen  | 107  |
| 1 | 3    | Petter Solberg  | 90   |
| 1 | 4    | Mads Østberg    | 80   |
| 1 | 5    | Jevgeni Novikov | 55   |

#### Constructeurs
|   | Pos. | Constructeur                  | Pnt. |
| - | ---- | ----------------------------- | ---- |
| = | 1    | Citroën Total WRT             | 237  |
| = | 2    | Ford World Rally Team         | 144  |
| = | 3    | M-Sport Ford World Rally Team | 103  |
| 1 | 4    | Qatar World Rally Team        | 47   |
| 1 | 5    | Citroën Junior WRT            | 42   |

- Noot: Enkel de top 5-posities worden in beide standen weergegeven.